# Luis Alfredo Garavito Cubillos
Luis Alfredo Garavito Cubillos (n. 25 ianuarie 1957, Génova⁠(d), Quindío Department⁠(d), Columbia – d. 12 octombrie 2023, Valledupar⁠(d), Columbia), cunoscut ca numele de La Bestia sau ca Tribilin, a fost un criminal în serie, violator, agresor sexual⁠(d), pedofil și necrofil columbian. El a agresat sexual 200 de victime și a ucis 193 de persoane.
A fost încarcerat pentru prima dată în 1999 după ce fusese arestat datorită răpirii unui copil. În anul 2000, Luis Alfredo Garavito Cubillos a fost condamnat la 835 de ani de închisoare pentru violarea și uciderea a peste 170 de minori, în principal băieți. El a mărturisit, de asemenea, asasinarea unor persoane în Venezuela și Ecuador.
Potrivit mărturisirilor sale și anchetelor se dădea drept persoană fără adăpost, călugăr sau vânzător ambulant și atrăgea copiii cu cadouri sau bani și apoi îi răpea, viola și îi ucidea.
A decedat într-o clinică din nordul Columbiei, din cauza unor patologii multiple. Presa columbiană a informat că avea cancer și leucemie.